# گونزالو گویجیرو
گونزالو گویجیرو (انگلیسی: Gonzalo Guijarro؛ زادهٔ ۱ ژانویهٔ ۱۹۹۶) بازیکن فوتبال اهل اسپانیا است.